# Droga wojewódzka nr 464
Droga wojewódzka nr 464 (DW464) – drogi wojewódzkie w Polsce o długości 9,5 km, leżąca na obszarze województwa opolskiego. Trasa ta łączy Narok z drogą  wojewódzką 454  Droga leży na terenie  powiatu opolskiego.

## Miejscowości leżące przy trasie DW464
- Narok
- Chróścice